# Guillaume Dumée
Guillaume Dumée (né à Fontainebleau en 1571, mort à Paris en 1646) est un peintre français principalement actif sous le règne d'Henri IV et la régence de Marie de Médicis.

## Biographie
Dans ses premiers travaux, Guillaume Dumée est présenté comme un disciple de Toussaint Dubreuil. Ils ont travaillé ensemble sur la décoration du château neuf de Saint-Germain-en-Laye où ils illustrent en 78 tableaux La Franciade de Pierre de Ronsard, et les Métamorphoses d'Ovide. Toussaint Dubreuil, avec Ambroise Dubois, a été le parrain d'un de ses fils, Toussaint Dumée, le 9 juillet 1601, à Fontainebleau. Après la mort de Toussaint Dubreuil, il a été chargé de l'entretien des peintures du château neuf de Saint-Germain-en-Laye et pour lequel il reçoit 300 livres par an.
En 1605, il est nommé « peintre ordinaire du roi » par un brevet qui mentionne sa participation aux ouvrages de peinture du palais du Louvre et château de Saint-Germain-en-Laye.
Le 2 janvier 1610, il remporte avec Laurent Guyot le concours ouvert après la mort de d'Henri Lerambert et ont obtenu ensemble la charge de « peintre ordinaire, particulièrement ordonné pour travailler aux patrons des tapisseries que sa Majesté fait faire ». Exerçant ensemble la charge d'Henri Lerambert, ils ont reçu chacun la moitié des 600 livres de gage. Il a réalisé avec Laurent Guyot les cartons de la tenture du Pastor Fido commandée par Marie de Médicis. 
Il participe au chantier de décoration du Grand Cabinet de Marie de Médicis, au rez-de-chaussée de l'aile méridionale du Louvre, aux côtés de Jacob Bunel, Ambroise Dubois, et Gabriel Honnet.
Guillaume Dumée, « peintre ordinaire du roi » est aussi maître peintre de la corporation comme le montrent les contrats des apprentis qu'il prend en 1603, 1606 et 1608.
En 1626, il s'est associé avec son fils Toussaint pour l'entretien du château de Saint-Germain-en-Laye. En 1631, il travaille avec son fils aux peintures du château et en 1636, c'est Toussaint Dumée seul qui reçoit les 450 livres de gages.
L'inventaire dressé par son fils après son décès, le 8 janvier 1646, montre qu'il y avait des portraits dans son atelier. Cela montre qu'il a poursuivi une carrière de portraitiste à côté de celle de décorateur. On lui attribue le Portrait du Prévôt des marchands et des échevins de Paris (1612) conservé au Musée Carnavalet.

## Famille
- Gullaume Dumée a été marié avec Jeanne Mézée (décédée en 1626), ils ont eu un enfant :
  - Toussaint Dumée (1601- ), peintre

## Liste des œuvres
Tableaux :
- (attribué à) Le prévôt des marchands et les échevins de la ville de Paris, Paris, musée Carnavalet
- (attribué à) Céphale et Procris, Metz, Musée de La Cour d'Or.

Dessins :
- Sophronie et Olinde délivrés du bûcher, Paris, École nationale supérieure des beaux-arts
- Hyante et Climène offrent un sacrifice à Vénus (d'après Toussaint Dubreuil), Paris, musée du Louvre